# الجمهورية الرابعة (فلم)
الجمهورية الرابعة (بالإنجليزية: 4th Republic)، هُو فيلم دراما سياسية صدر سنة 2019، وأخرجه المُخرج إيشايا باكو، بينما شارك باكو رفقة إميل غروبا وزينب أوماكي في كتابة نص السيناريو. الفيلم من بطولة كُل من كيت هينشاو وإينيينا نويغوي وساني موازو وليندا إيجيفور وبيمبو مانويل ويعقوبو محمد.

## وصلات خارجية
- مقالات تستعمل روابط فنية بلا صلة مع ويكي بيانات